# Wellington Cirino
Wellington Cirino (Francisco Beltrão, 26 de abril de 1975) é um automobilista brasileiro. 
Corre pela equipe ABF-Mercedes, na Fórmula Truck. 
É o maior vencedor da Fórmula Truck na história com quatro campeonatos: 2001, 2003, 2005, 2008 e dois vice-campeonatos 2002 e 2004. 

## Trajetória esportiva
Wellington Cirino é filho de Roberto Cirino que foi diretor operacional da categoria Fórmula Truck. radicados em Francisco Beltrão a família tem tradição com caminhões.
Wellington Cirino estreou na categoria no ano de 1997, na segunda temporada da Truck, após pegar experiência nos primeiros anos, o beltronense surpreendeu a categoria ao se tornar campeão em 2001, com um caminhão Mercedes-Benz.
Em 2003, 2005 e 2008 vieram mais conquistas sempre com os caminhões da Mercedes-Benz.
Em 2012 recebeu o Troféu Moura Brito como piloto do ano.
Cirino é o maior recordista de pole-positions na Fórmula Truck com 29. E com 25 vitórias conquistadas.

### Resultados na Fórmula Truck
Legenda: (Corridas em negrito indicam pole position); (Corridas em itálico indicam volta mais rápida)
| Ano  | Equipe       | 1       | 2       | 3       | 4       | 5      | 6       | 7       | 8       | 9       | 10      | Classificação | Pontos |
| ---- | ------------ | ------- | ------- | ------- | ------- | ------ | ------- | ------- | ------- | ------- | ------- | ------------- | ------ |
| 2000 | ABF Mercedes | CAR 6   | GUA 5   | GOI 14  | CUR 4   | CAS 5  | LON 5   | TAR 6   | CUR Ret |         |         | 5º            | 106    |
| 2001 | ABF Mercedes | CAR NP  | GUA NP  | GOI Ret | CUR 1   | LON 2  | CAM 1   | CAS 2   | TAR 1   | CUR 1   |         | 1º            | 168    |
| 2002 | ABF Mercedes | CAR 3   | GUA 2   | GOI Ret | LON 4   | CAS 2  | BSB Ret | SAO 1   | TAR 1   | CUR Ret |         | 2º            | 142    |
| 2003 | ABF Mercedes | GOI 6   | GUA 4   | CAS 3   | BSB Ret | LON 1  | CAM 1   | SAO 1   | TAR 1   | CUR 3   |         | 1º            | 183    |
| 2004 | ABF Mercedes | CAR 4   | GUA 1   | SAO 8   | GOI Ret | CAM 4  | LON 2   | CAS 1   | TAR 12  | BSB Ret |         | 2º            | 120    |
| 2005 | ABF Mercedes | CAR 3   | GOI 1   | SAO Ret | GUA 1   | LON NP | CAM C   | CUR NP  | TAR 2   | BSB 3   |         | 1º            | 100    |
| 2006 | ABF Mercedes | CAR 3   | FOR 2   | SAO 2   | GUA Ret | CAM NP | CAS 9   | CUR 7   | TAR 3   | BSB Ret |         | 4º            | 95     |
| 2007 | ABF Mercedes | CAS 4   | TAR 3   | SAO Ret | FOR 2   | CAR 5  | GOI 3   | CUR Ret | CAM Ret | BSB Ret |         | 6º            | 76     |
| 2008 | ABF Mercedes | GUA 9   | GOI Ret | CAR 3   | FOR Ret | SAO 1  | LON 1   | CAM 1   | CUR Ret | TAR 5   | BSB 1   | 1º            | 171    |
| 2009 | ABF Mercedes | GUA 14  | FOR 2   | CAR 4   | GOI 14  | SAO 2  | LON 4   | ARG 17  | SCZ 2   | CUR 1   | BSB 15  | 4º            | 141    |
| 2010 | ABF Mercedes | GUA 3   | RIO 4   | CAR 4   | CAM 1   | SAO 5  | LON Ret | ARG 15  | VEL 3   | CUR 4   | BSB 3   | 3º            | 142    |
| 2011 | ABF Mercedes | SCZ Ret | RIO 2   | CAR Ret | GOI 1   | SAO 2  | LON 7   | ARG DNS | GUA Ret | CUR Ret | BSB Ret | 5º            | 69     |
| 2012 | ABF Mercedes | VEL 9   | RIO Ret | CAR 1   | GOI 2   | SAO 18 | CAS Ret | ARG Ret | GUA 4   | CUR 8   | BSB Ret | 6º            | 92     |
| 2013 | ABF Mercedes | TAR 1   | LON Ret | CAR 13  | GOI Ret | SAO 6  | CAS 3   | ARG 17  | GUA 8   | CUR Ret | BSB Ret | 8º            | 83     |
| 2014 | ABF Mercedes | CAR Ret | CUR 2   | SAO 3   | BSB Ret | CAS 2  | SCZ 2   | ARG Ret | GUA 4   | LON 2   | GOI 1   | 3º            | 171    |
| 2015 | ABF Mercedes | CAR 2   | CAM     | LON     | BSB     | GOI    | SCZ     | CUR     | GUA     | CAS     | SAO     | 2º            | 44     |

### Títulos
Campeão da Fórmula Truck em 2001, 2003, 2005 e 2008.